# Pas de Finestres (Abella de la Conca)
El Pas de Finestres és una collada amb el pas de muntanya situat a 1.065 m d'altitud; al terme municipal d'Abella de la Conca, a la comarca del Pallars Jussà.
És més una depressió entre les roques que formen aquest contrafort de la Serra de Monteguida que no pas una collada de camí de muntanya. És al sud-est de la Roca de la Casa Vella i a l'oest de la Roca de Viella, al sud-oest de Sarsús, en un contrafort del sud-oest de la carena a la qual pertanyen Sarsús i la Roca de Monteguida, a migdia de la Roca de la Coma. És a ponent del poble d'Abella de la Conca.
No hi ha constància que hi passés cap camí. Més a ponent es troba el Pas del Comellar.

## Etimologia
Es tracta d'un d'aquells topònims que procedeixen de l'ús metafòric d'un mot comú: el pas que designa és com una finestra en la paret rocosa on es troba.